# إبادة حضرية
القتل الحضري أو الإبادة الحضرية هو مصطلح يصف التدمير المتعمد أو إبادة مدينة، بوسائل مباشرة أو غير مباشرة. استخدم المصطلح في البداية من قبل مخططي المدن والمهندسين المعماريين لوصف ممارسات إعادة الهيكلة الحضرية في القرن العشرين في الولايات المتحدة. وقد سلط كتاب مثل آدا لويز هاكستابل ومارشال بيرمان الضوء على تأثيرات إعادة التطوير العدوانية على التجربة الاجتماعية الحضرية.
تزايد استخدام المصطلح لوصف العنف الموجه تحديداً لتدمير منطقة حضرية خاصة بعد حصار سراييفو. وفي ختام حروب يوغوسلافيا، بدأ ظهور مصطلح القتل الحضري أو الإبادة الحضرية في الظهور كمفهوم قانوني متميز في القانون الدولي. لا تزال القيود والتعريف الدقيق لهذا المصطلح موضع نقاش، ونظرًا لتقاطع دراسة "القتل الحضري" مع عدد من التخصصات بما في ذلك السياسة الدولية، وعلم الإنسان، وعلم الاجتماع، فقد كان من الصعب على الباحثين وصناع السياسات وضع تعريف يرضي جميع هذه المجالات. 
نشأ هذا المصطلح في عصر يتسم بالعولمة والتحضر السريعين، وعلى الرغم من أن التركيز الأكاديمي على العنف والتدمير المنهجي في سياق المدينة يعد حديثًا نسبيًا، إلا أن ممارسة "الإبادة الحضرية" تعود إلى آلاف السنين. 

## أمثلة حديثة

### فلسطين

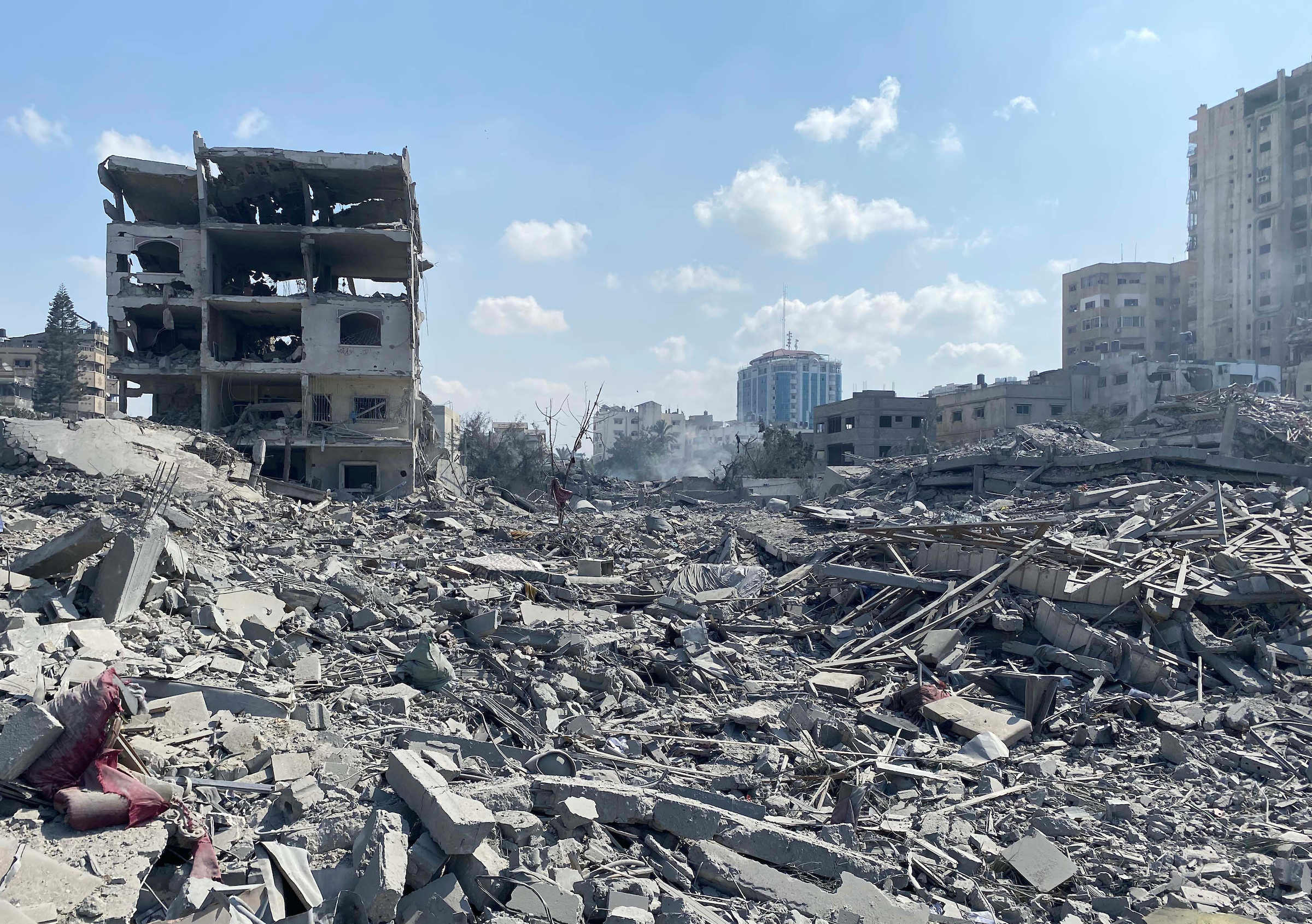
دمار الحرب في مدينة غزة، 10 أكتوبر 2023

أُطلِقَ على التدمير الممنهج الذي مارسته إسرائيل ضد المدن الفلسطينية، ولا سيما في قطاع غزة خلال الحرب الدائرة، وصف الإبادة الحضرية. فبحلول شهر يناير من عام 2024، كان ما يزيد على نصف المباني في القطاع قد تعرض لأضرار بالغة أو دُمر بالكامل.  ثم ارتفعت هذه النسبة لتصل إلى 70% من إجمالي المباني بحلول شهر ديسمبر من العام ذاته. ولا يقتصر هذا الدمار الهائل على الجوانب المادية فحسب، بل يتعداها ليشكل كارثة اجتماعية وثقافية ذات أبعاد وخيمة. وفي هذا السياق، أشارت الدكتورة فاتينا عبريك زبيدات، وهي أستاذ مساعد في كلية عزرائيلي للهندسة المعمارية بجامعة تل أبيب، إلى أن التدمير العشوائي لغزة يحوّل منطقتها الحضرية إلى "كيان لا تاريخي، شيء موجود خارج الحداثة والخبرة العالمية". 